# Muskan
Muskan är en sjö i Nynäshamns kommun i Södermanland och ingår i Tyresån-Trosaåns kustområde. Sjön är 15,8 meter djup, har en yta på 1,68 kvadratkilometer och befinner sig 25,1 meter över havet. Sjön avvattnas av vattendraget Muskån.

## Delavrinningsområde
Muskan ingår i det delavrinningsområde (654408-162009) som SMHI kallar för Utloppet av Muskan. Medelhöjden är 37 meter över havet och ytan är 6,78 kvadratkilometer. Räknas de 5 avrinningsområdena uppströms in blir den ackumulerade arean 65,92 kvadratkilometer. Avrinningsområdets utflöde Muskån mynnar i havet. Avrinningsområdet består mestadels av skog (36 procent) och öppen mark (18 procent). Avrinningsområdet har 1,68 kvadratkilometer vattenytor vilket ger det en sjöprocent på 24,8 procent. Bebyggelsen i området täcker en yta av 1,16 kvadratkilometer eller 17 procent av avrinningsområdet.

## Intressanta områden vid sjön
Vid södra sidan om sjön ligger samhället Ösmo och vid västra sidan återfinns Körunda gård med rötter tillbaka till 1400-talet. På säteriets mark anlades i slutet på 1970-talet Nynäshamns Golfklubb och där den gamla logen förr var inrymd byggdes 1987 Körunda Golf- och konferenshotell. Här finns även Järnåldershuset Körunda som är en rekonstruktion av ett vikingatida långhus.

## Bilder

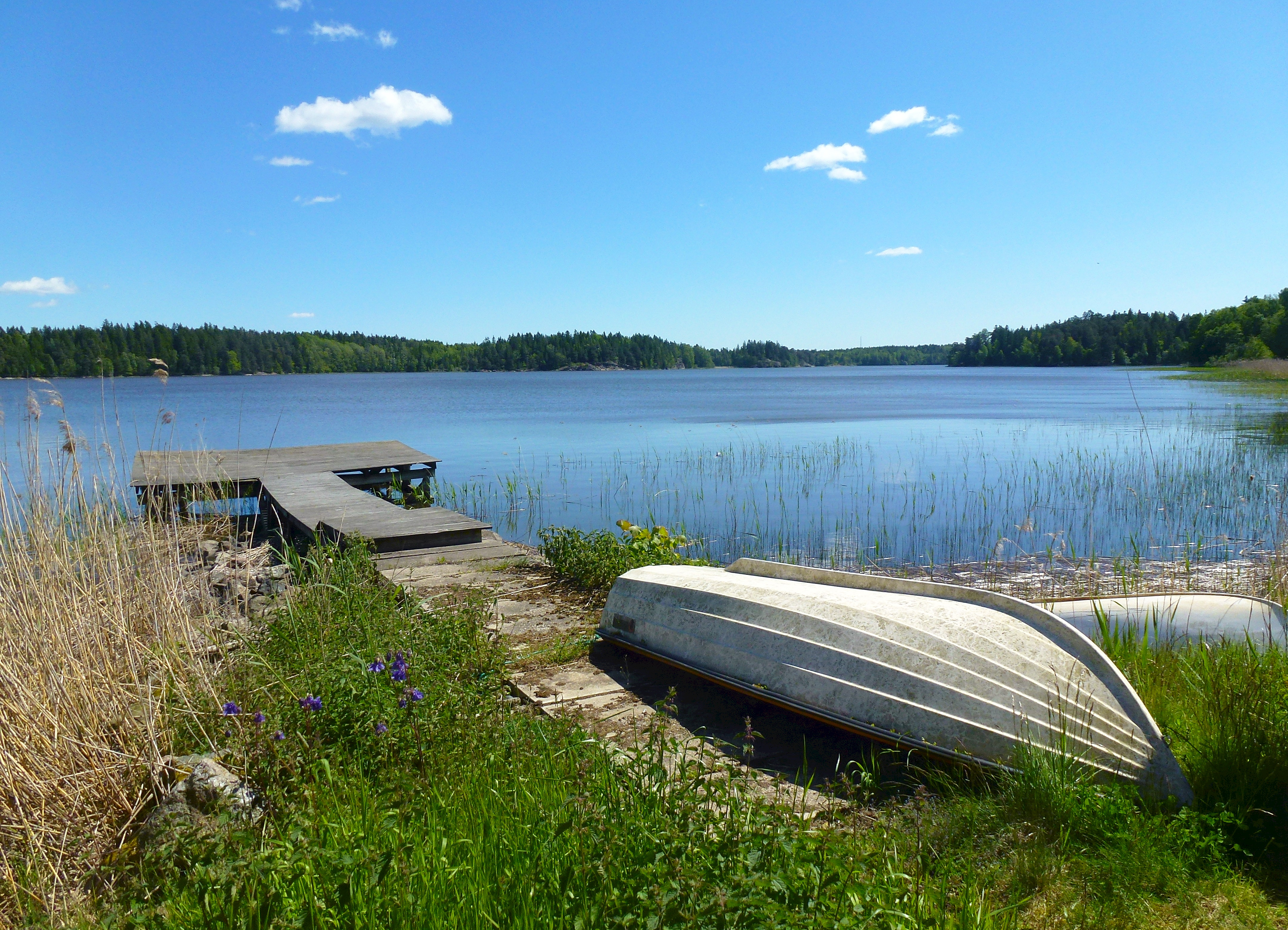
Körunda brygga och Muskan
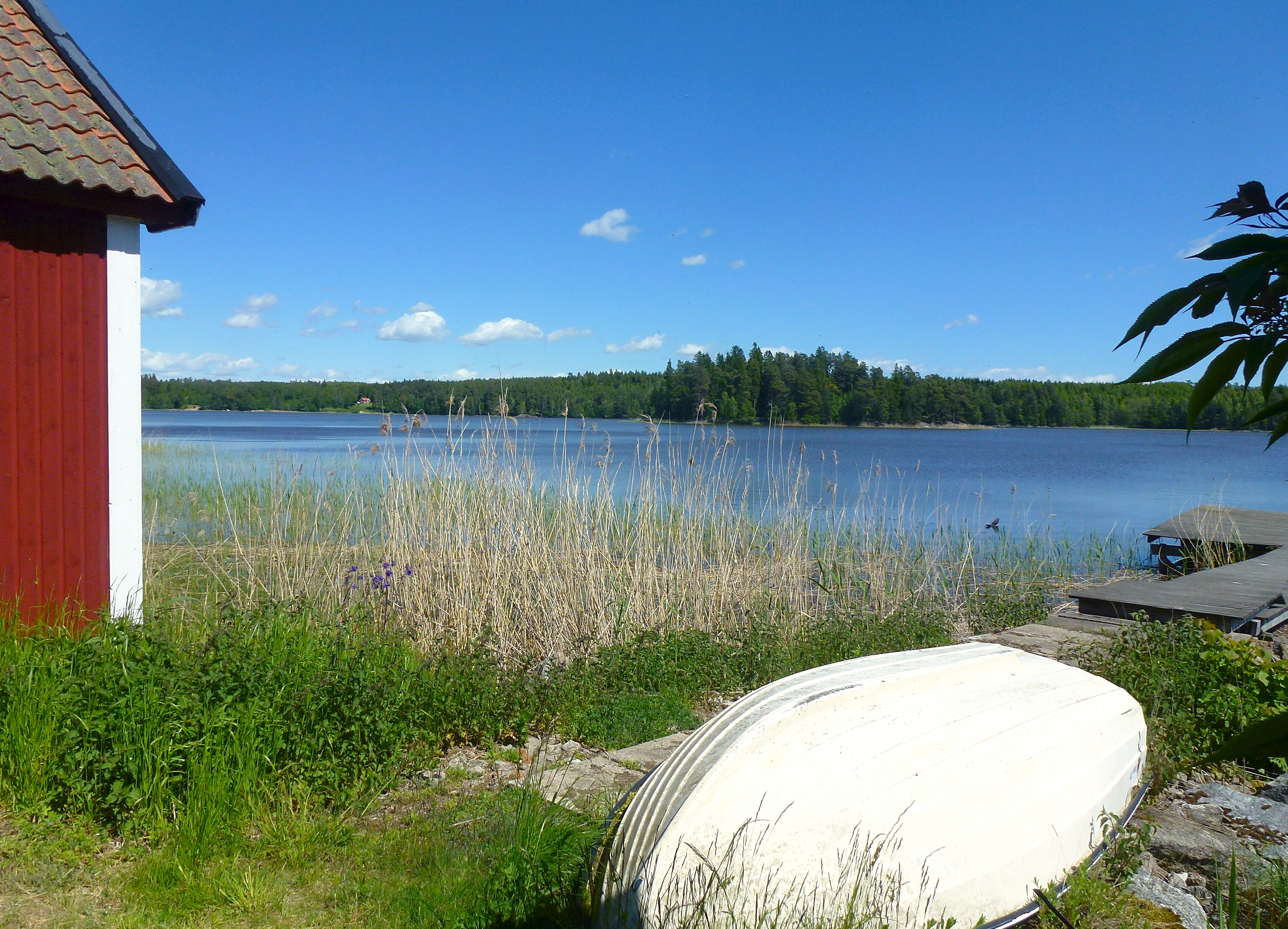
Körunda brygga och Muskan
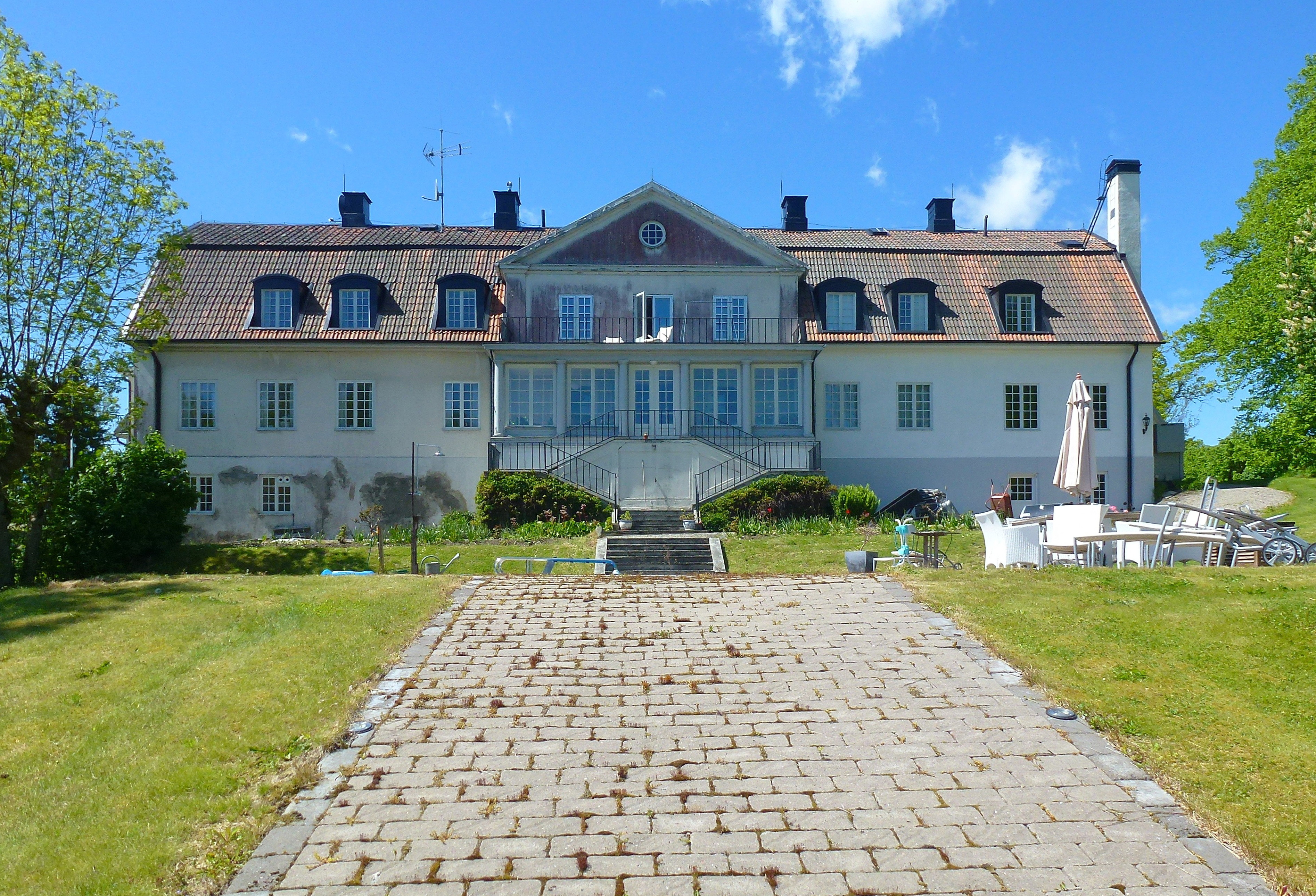
Körunda säteri, fasad mot sjön Muskan